# Landwehr (Maisborn)

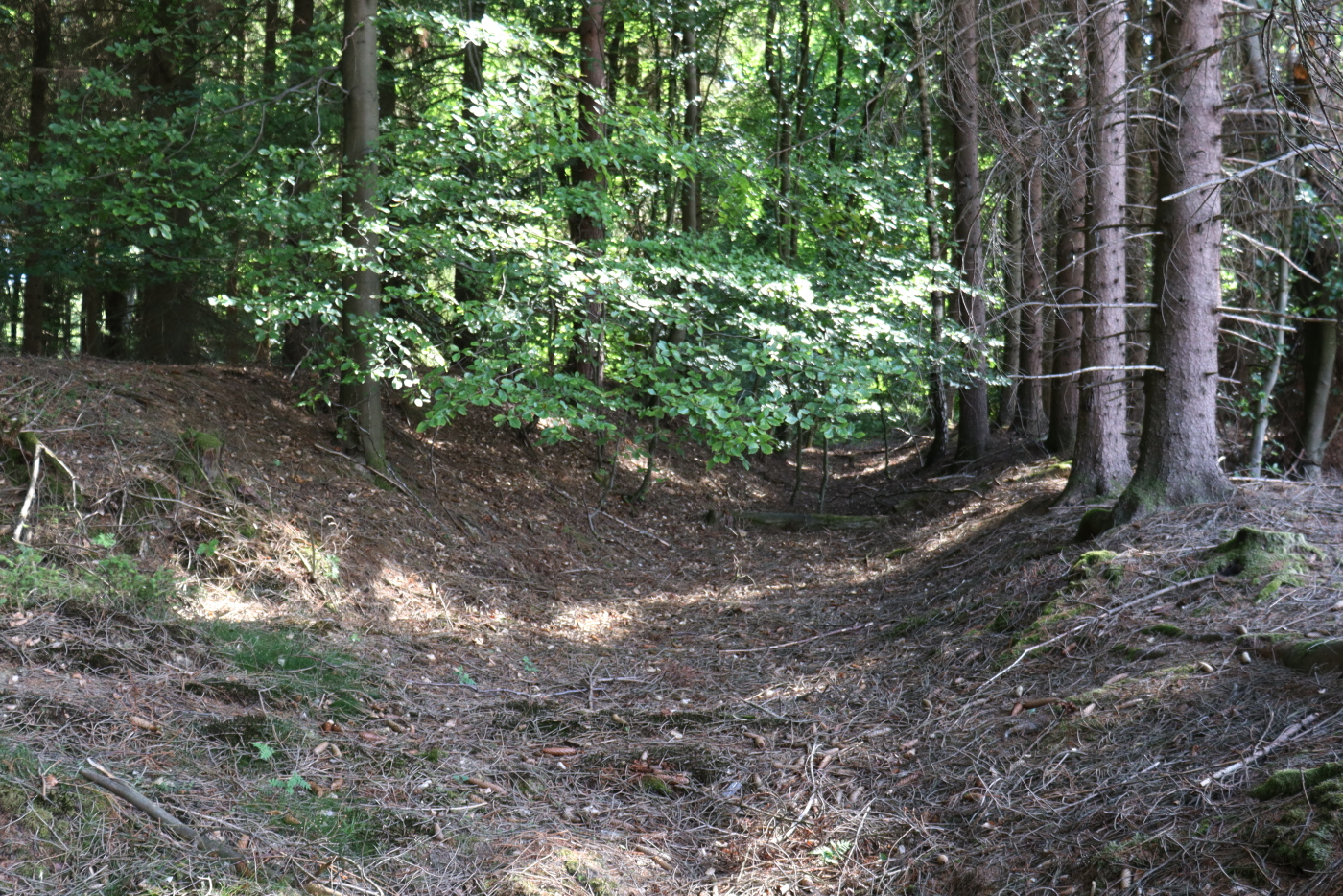
Landwehr Römerwall bei Maisborn

Die Landwehr bei Maisborn ist eine Landwehr etwa 400 m nördlich des Ortskerns von Maisborn im Flurstück Ober dem Lingerhammer.

## Geschichte
Schriftliche Quellen zur Entstehung der etwa 800 m langen Landwehr liegen nicht vor. Der Ort Maisborn wird erst spät im 13. Jahrhundert erstmalig genannt. Geteilt in zwei Hoheitsgebiete befand er sich im Spätmittelalter im Grenzbereich Kurpfalz und Kurtrier. Etwa 1 km westlich lag die alte Burg von Laudert. Ob es einen Bezug des Wallgrabens zur alten Burg gab, ist nicht bekannt.